# 卡尔·德勒泽
卡尔·德勒泽（德語：Karl Dröse，1913年12月27日—1996年9月16日），德国男子曲棍球运动员，场上位置是守门员。他曾代表德国参加1936年夏季奥林匹克运动会曲棍球比赛，获得一枚银牌。